# Косяковое безумие
«Косяковое безумие» (англ. Reefer Madness) — малобюджетный американский дидактический фильм 1936 года о вреде курения марихуаны, снятый по заказу небольшой церковной общины. Первоначально назывался «Расскажите своим детям» («англ. Tell Your Children»), но был переименован кинопрокатчиком Дуэйном Эспером, который выкупил его для демонстрации в провинциальных кинотеатрах.
Лента находится в общественном достоянии в США.

## Сюжет
Главные герои фильма — Билл (Кеннет Крейг) и Мэри (Дороти Шорт), юные влюблённые, ученики школы. В городе, где они живут и учатся, орудует шайка наркоторговцев. Преступники раздают молодым людям бесплатные косяки, желая пристрастить их к марихуане. Наркоторговец Ральф положил глаз на Мэри, а его подруга Бланш хочет переспать с Биллом. Однажды Джек (младший брат Мэри), уже впавший в зависимость от марихуаны, заманивает Билла в квартиру, где происходит раздача зелья. Бланш угощает Билла марихуаной и соблазняет. В это время в квартиру приходит Мэри, которая ищет своего младшего брата. Ральф угощает её марихуаной и пытается соблазнить. Тут из спальни выходит Билл, и ему кажется, что Мэри раздевается для Ральфа. Он набрасывается на Ральфа, они начинают драться. Джек пытается их разнять и бьёт Билла рукояткой пистолета; пистолет случайно стреляет и убивает Мэри. Джеку удаётся убедить Билла, потерявшего в момент инцидента сознание, что он является убийцей своей подруги. Билл попадает под суд; Ральф хочет рассказать суду всю правду, но его силой удерживают в квартире. От марихуаны Ральф сходит с ума и забивает Джека до смерти. Тут в квартиру является полиция и арестовывает Ральфа, Бланш и владелицу квартиры Мэй, которая начинает давать показания против банды наркоторговцев. Бланш подтверждает невиновность Билла и совершает самоубийство; Ральф оказывается в психиатрической больнице.

## Критика
Даже при беглом знакомстве со сценарием заметно, что его авторы не имеют ни малейшего понятия о специфике воздействия марихуаны. Очевидно, изначально сценарий писался о кокаиновом притоне, а затем был наскоро переделан под более актуальную тему. Фильм «Косяковое безумие» не получил признания у современников и был заново открыт в 1971 г., когда его приобрёл Кейт Страуп (Stroup), основатель NORML. С этих пор фильм демонстрировался на антипрогибиционистских фестивалях и имел огромный успех. Прокат фильма в студенческих кампусах 1970-х гг. помог профинансировать подъём известной киностудии «New Line Cinema». Выражение «reefer madness» вошло в обиход американских журналистов как нарицательное название для громких антиконопляных кампаний DEA.

## В музыке
22 ноября 2024 года русский трэп-артист LILDRUGHILL выпустил EP(мини-альбом) под названием REEFER MADNESS,вдохновившись данным фильмом